# Валерий Рождественски
Валерий Илич Рождественски е бивш съветски космонавт, летял като бординженер с космическия кораб Союз 23 (1976), Герой на Съветския съюз.

## Биография
Рождественски е роден в Ленинград, СССР на 13 февруари 1939 г.
От 1956 г. е във Военноморския флот. През 1961 завършва Висшето военноморско инженерно училище „Ф. Дзержински“, специалност „Военно корабостроене на надводни кораби“ и получава квалификация „военен инженер-корабостроител“. През 1962 г. завършва 6-месечен офицерски курс за водолазни специалисти в 39-а аварийно-спасителна школа на Черноморския флот. От 14 октомври 1961 е заместник-командир на аварийно-спасителната група на 446-и отделен дивизион на тиловата аварийно-спасителна служба на военноморската база „Балтийск“ на Балтийския флот. От 3 август 1962 до 25 октомври 1965 г. е командир на водолазната група на аварийно-спасителната служба на спасителния кораб „СС-87“ от 446-и отделен дивизион на аварийно-спасителната служба на Лиепайската военноморска база.
През октомври 1965 г. капитан-лейтенант Валерий Рождественски е зачислен в отряда на съветските космонавти. Преминава курс по подготовка за полети на космическите кораби тип „Союз“ и орбиталната станция „Салют“. На 14 – 16 октомври 1976 г. извършва полет в космоса като бординженер на космическия кораб „Союз 23“, заедно с командира на екипажа Вячеслав Зудов.
Целта на полета на космическия кораб „Союз-23“ е продължаване на научно-техническите изследвания и експериментите на орбиталната научна станция „Салют-5“, започнати през юли 1976 г. при съвместния полет на кораба „Союз-21“ и орбиталната станция „Салют-5“. Заради неразчетен режим на подхода към станцията скачването е отменено, и екипажът е принуден да се завърне на Земята.
Спускаемият апарат на „Союз-23“ каца на 195 км югозападно от Целиноград, приводнявайки се в езерото Тенгиз. В условията на студено време, през нощта, снеговалеж, липса на връзка с аварийно-спасителните служби, изчерпан ресурс на животоподдържащите системи, космонавтите Рождественски и Вячеслав Зудов се намирали в спускаемия апарат около 12 часа. Успешно са евакуирани от там с помощта на хеликоптер.
На 5 ноември 1976 г. с Указ на Президиума на Върховния съвет на СССР за успешното осъществяване на космическия полет и проявен при това мъжество и героизъм на летеца-космонавт на СССР полковник-инженер Валерий Рождественски е присвоено званието Герой на Съветския съюз, връчен му е орден „Ленин“ и медал „Златна звезда“ (№ 11280).
Рождественски повече не лети в космоса. Бил е началник на отдел в управлението на Центъра за подготовка на космонавти (ЦПК) „Ю. Гагарин“. На 31 октомври 1992 излиза в запаса със званието полковник. От 1993 г. е сътрудник на фирмата „Мегаполис-Индъстри“.

## Награди и звания
- Медал „Златна звезда“ Герой на Съветския съюз и орден Ленин (5 ноември 1976)
- Орден „За служба на Родината във Въоръжените сили на СССР“ – III степен (8 февруари 1982)
- 11 различни медала
- Орден „Синия Нил“ – I степен (Етиопия, 10 октомври 1981).

Почетен гражданин на градовете Аркалик, Ленинск (Казахстан); Бор (Нижегородска област) и Болшое Болдино (Нижегородска област), Гагарин (Смоленска област), Калуга (Русия).